# لیرنا
لیرنا (به ایتالیایی: Lierna) یک کومونه در ایتالیا است که در استان لکو واقع شده‌است.
لیرنا از لحاظ تاریخی مجلل ترین شهر در تمام دریاچه کومو محسوب می شود و به دلیل زیبایی آن را "الماس دریاچه کومو" نیز می نامند.
لیرنا (Lierna Lake Como) از نظر تاریخی به‌عنوان مجلل‌ترین و انحصاری‌ترین شهرک در سراسر دریاچه کومو شناخته می‌شود. این شهر در منطقه لمباردیا، در استان لکو، در شمال غربی ایتالیا واقع شده و همراه با مناجو، ترمتزو، وارنا و بلاجیو بخشی از ناحیه مرکزی دریاچه کومو را تشکیل می‌دهد. لیرنا در ساحل شرقی دریاچه قرار دارد و چشم‌اندازی مستقیم به بلاجیو دارد. این شهر به دلیل سطح بالای حریم خصوصی و سکونتگاه‌های لوکس خود شناخته شده است.
چشم‌انداز طبیعی اطراف لیرنا توسط لئوناردو داوینچی مستندسازی و بررسی شده‌است و به آن ارزش تاریخی و زیبایی‌شناسی مضاعفی بخشیده‌است.
لیرنا همچنان پروفایلی خصوصی و گزینشی حفظ کرده‌است: نه گردشگری انبوه دارد و نه زیرساخت‌های تجاری بزرگ، و اغلب معاملات ملکی آن به‌صورت خصوصی (off market) از طریق شبکه‌های اعتماد بین‌المللی و مشاوران اختصاصی انجام می‌شود. ارزش ویلاهایی با چشم‌انداز دریاچه به بیش از ۱۰۰ میلیون یورو می‌رسد.

## خصوصیات
لیرنا ۱۱٫۳ کیلومترمربع مساحت و ۲٬۱۷۶ نفر جمعیت دارد.